# Kanton Wasselonne
Wasselonne is een voormalig kanton van het Franse departement Bas-Rhin. Het kanton maakte deel uit van het arrondissement Molsheim. Het werd opgeheven bij decreet van 18 februari 2014, met uitwerking op 22 maart 2015.

## Gemeenten
Het kanton Wasselonne omvatte de volgende gemeenten:
- Balbronn
- Bergbieten
- Cosswiller
- Dahlenheim
- Dangolsheim
- Flexbourg
- Kirchheim
- Marlenheim
- Nordheim
- Odratzheim
- Romanswiller
- Scharrachbergheim-Irmstett
- Traenheim
- Wangen
- Wangenbourg-Engenthal
- Wasselonne (hoofdplaats)
- Westhoffen